# Conferência dos Bispos Austríacos
A Conferência Episcopal Austríaca (em alemão:  Österreichische Bischofskonferenz) é uma instituição permanente, que consiste na assembleia dos bispos da Igreja Católica na Áustria, que exercem conjuntamente certas funções pastorais em nome das comunidades dessa nação, para promover de acordo com a norma do direito um bem maior que a Igreja oferece à humanidade, especialmente através de formas e programas de apostolado adequadamente adaptadas às circunstâncias de tempo e lugar.
Pela mesma lei, pertencem à Conferência Episcopal todos os bispos diocesanos do território, e aqueles equivalente a eles em Direito, e bispos coadjutores, bispos auxiliares e outros detentores bispos encomendados pela Santa Sé ou pela Conferência Episcopal. Pode ser convidado um membro eclesiástico de outro rito ordinário, mas apenas valendo como voto consultivo, a menos que os estatutos da Conferência Episcopal decretem o contrário.

## Membros
O Secretário-geral é Peter Schipka.
Atualmente seus membros são:
- Franz Lackner, O.F.M. (presidente)
- Manfred Scheuer (vice-presidente)
- Christoph Cardeal Schönborn, O.P.
- Alois Schwarz
- Ägidius Zsifkovics
- Benno Elbs
- Werner Freistetter
- Wilhelm Krautwaschl
- Hermann Glettler
- Josef Marketz
- Vinzenz Wohlwend, O. Cist. (abade)
- Franz Scharl
- Anton Leichtfried
- Stephan Turnovszky
- Hansjörg Hofer

## Presidentes
Desde a Concordata de 1933 entre a Santa Sé e a Áustria, foram os seguintes presidentes:
- Theodor Innitzer (1933–1955)
- Andreas Rohracher (1955–1959)
- Franz König (1959–1985)
- Karl Berg  (1985–1989)
- Hans Hermann Groër, O.S.B. (1989–1995)
- Johann Weber (1995–1998)
- Christoph Schönborn, O.P. (1998–2020)
- Franz Lackner O.F.M. (desde 2020)[4]